# Papendrecht
Papendrecht (phát âmⓘ) là một đô thị ở phía tây Hà Lan, ở tỉnh Zuid-Holland, dọc theo sông Beneden Merwede. Đô thị này có diện tích 10,77 km² (trong đó có 1,30 km² mặt nước).
Dù Papendrecht lần đầu được ghi chép trong tài liệu từ năm 1105, nó vẫn là một khu định cư nhỏ cho đến thập niên 1950. Vào thập niên 1960, đô thị này phát triển nhanh và toàn bộ khu vực hiện đã được đô thị hóa.
Ca nô buýt:
- Dordrecht Merwekade - Dordrecht Hooikade - Zwijndrecht Veerplein - Papendrecht Veerdam - Papendrecht Oosteind - Hollandse Biesbosch - Sliedrecht Middeldiep